# 수원 고색동 고분
수원 고색동 고분(水原 古索洞 古墳)은 경기도 수원시 고색동에 있는 고분으로 알려져 있으나, 고분이 맞는지에 대한 여부를 두고 설왕설래가 이어지고 있다. 1988년 7월 처음으로 발굴이 이루어져 1988년 12월 2일 경기도의 기념물 제109호로 지정되었으나, 1990년 9월 7일 문화재 지정이 해제되었다. 

## 개요
고색동 148번지 쪽박산은 통상적인 산과는 다른 형태를 띠고 있어 1988년 7월 한양대학교 최호림 교수팀에 의하여 발굴이 이루어졌다. 발굴 도중 2세기경의 물건으로 추정되는 경질토기가 발견되는 등 삼한시대 마한 석색국의 고분임을 짐작케 할 수 있는 유물이 발굴되었고, 같은 해 경기도 기념물로 지정되었다. 발굴 당시에는 이른바 일본에서 유행한 전방후원분으로 추정되었으며, 길이는 남북 30m, 동서 20m, 높이는 6m 가량인 것으로 추측되었다.
하지만 해당 문화재가 삼국시대 문화재가 아니라는 주장이 힘을 얻었고, 이에 1990년 문화재 지정이 해제되어 정상적인 보존이 이루어지지 않고 있다. 문화재청에는 해당 유적지의 이름이 '수원 고소동 고분'으로 등재되어 있으나, 이는 '색'의 한자어 '索'을 '소'(素)로 오기한 것이다. 현재는 해당 언덕이 고분으로서의 형태를 갖췄다고 판단할 때, 네모진 정방형 부분이 도로 공사로 인해 훼손되었고, 남은 부분 역시 주택과 사업장 등이 지어지면서 훼손되는 등 정상적인 보존이 이루어지지 않고 있다.

## 참고 문헌
- 수원 고색동 고분 - 국가유산청 국가유산포털